# Ronnie Verrell
Ronald Ronnie Thomas Verrell (21. februar 1926 i Kent, England – 22. februar 2002 i Kingston upon Thames, England) var en engelsk jazztrommeslager , som spillede i The Ted Heath Orchestra og The Syd Lawrence Orchestra. Han blev meget brugt som trommeslager på engelsk tv til shows og indspilninger af filmsoundtracks. Han var bl.a. trommeslager for orkesterlederen Jack Parnell i dennes ATV Orchestra. Backede internationale solister op når de gæstede England. Verrell var også trommeslageren bag den universelt elskede dukke Animal fra The Muppet Show.

## Diskografi
- The Muppet Show.
- Plader Med The Ted Heath Orchestra.
- Plader The Syd Lawrence Orchestra
- The Jack Parnell Big Band.